# Kareius
Kareius is een monotypisch geslacht van straalvinnige vissen uit de familie van schollen (Pleuronectidae).

## Soort
- Kareius bicoloratus (Basilewsky, 1855)